# アコル・アダムス
アコル・ジェローム・アダムス（Akor Jerome Adams, 2000年1月29日 - ）は、ナイジェリアのベヌエ州出身のプロサッカー選手。セビージャFC所属。ポジションはフォワード。

## 経歴

### ソグナル
2018年8月にアデコリーガエンのソグナル・フトボールと契約。同月28日にプロデビューした。
2021シーズンは28試合に出場して10得点を記録。オフに契約を満了した。

### リールストロム
2021年12月2日にエリテセリエンのリールストロムSKと3年契約を結んだ。

### モンペリエ
2023年8月にリーグ・アンのモンペリエHSCへ完全移籍した。

### セビージャ
2025年1月27日、セビージャFCに移籍した。

## 代表歴
2019年のFIFA U-20ワールドカップにナイジェリア代表で出場した。